# 廣福路 (台中市)
廣福路為臺灣臺中市是通往水湳經貿園區和逢甲商圈重要道路之一，大致呈南北向。南起西屯區黎明路，北接大雅區中山路，目前通車長度1.4公里，全線均屬於縣道127號。環中路以南配置雙向四車道、以北雙向二車道。
因應港尾溪整治工程需改建僑泰橋，並配合水湳經貿園區計畫之綠園道興建及延伸至園區內工程，目前環中路以南路段封閉施工中，預計2014年12月底前環中路至黎明路段會先行完工通車。

## 行經行政區域
- 西屯區

## 本道路客運
臺中市市區公車
| 編號 | 業者              | 路線               | 備註               |
| ---- | ----------------- | ------------------ | ------------------ |
| 63   | 統聯客運 豐原客運 | 豐原車站－台中榮總 |                    |
| 228  | 豐原客運          | 豐原－僑光科技大學 | 例假日及寒暑假停駛 |
| 229  | 豐原客運          | 豐原－朝馬         | 例假日及寒暑假停駛 |

## 沿線設施
（由南至北）
（環中路至黎明路段封閉施工中）
- 水湳經貿園區

黎明路三段
- 港尾溪

（環中路至黎明路段封閉施工中）
北屯一交流道
中山高速公路
- 台灣自來水公司第四檢驗處－西屯淨水廠（八張犁給水廠）
- 西屯八張犁廣興宮

中科路
- 達智實業股份有限公司

中山一路
（往北接中山路）